# بجيع
بجيع (الاسم العلمي Conringia)، جنس نباتات عشبية معمرة برية وتزيينية من الفصيلة الكرنبية. مهدها الشرق الأوسط وأوراسيا. أنواعه قليلة جميعها نجمية فرعاء، أوراقها لسنة مستطيلة بحرية الخضار. أزهارها عثكولية التجميع، إبطية الارتكاز أو تاجية.

## روابط خارجية
- Jepson Manual Treatment
- USDA Plants Profile